# Загребино (Челябинская область)
Загребино — деревня в Октябрьском районе Челябинской области России. Входит в состав Кочердыкского сельского поселения.

## География
Деревня находится на востоке Челябинской области, в лесостепной зоне, на северо-восточном берегу озера Волосниково, на расстоянии примерно 25 километров (по прямой) к северо-востоку от села Октябрьское, административного центра района. Абсолютная высота — 180 метров над уровнем моря.

## Население
| 2002 | 2010 |
| ---- | ---- |
| 56   | ↘25  |

Гендерный состав
По данным Всероссийской переписи населения 2010 года в гендерной структуре населения мужчины составляли 44 %, женщины — соответственно 56 %.
Национальный состав
Согласно результатам переписи 2002 года, в национальной структуре населения русские составляли 78 %.

## Улицы
Уличная сеть деревни состоит из одной улицы.